# Lista de membros da Academia Nacional de Ciências dos Estados Unidos (geofísica)
Esta lista é uma subseção da lista de membros da Academia Nacional de Ciências dos Estados Unidos, que inclui aproximadamente 2000 membros e 350 associados estrangeiros da Academia Nacional de Ciências dos Estados Unidos, cada um dos quais sendo afiliado a uma das 31 seções disciplinares. São dados o nome, instituição primária e ano da seleção. Esta lista não inclui membros falecidos.

## Geofísica
| Nome                     | Instituição                                      | Data da eleição |
| ------------------------ | ------------------------------------------------ | --------------- |
| Thomas J Ahrens          | Instituto de Tecnologia da Califórnia            | 1992            |
| Richard Alley            | Universidade Estadual da Pensilvânia             | 2008            |
| Edward Anders            | Universidade de Chicago                          | 1974            |
| Don Lorraine Anderson    | Instituto de Tecnologia da Califórnia            | 1982            |
| James Anderson           | Universidade Harvard                             | 1992            |
| Kinsey Anderson          | Universidade da Califórnia em Berkeley           | 1980            |
| James R. Arnold          | Universidade da Califórnia em San Diego          | 1964            |
| Ian Axford               | Max Planck Institute for Aeronomy                | 1983            |
| George Edward Backus     | Universidade da Califórnia em San Diego          | 1969            |
| Michael Bender           | Universidade de Princeton                        | 2001            |
| Jacques Blamont          | Centre National d'Études Spatiales               | 1980            |
| Wallace Smith Broecker   | Universidade Columbia                            | 1977            |
| Donald Brownlee          | Universidade de Washington                       | 1995            |
| Friedrich Busse          | Universidade de Bayreuth                         | 1993            |
| Alastair Cameron         | Universidade do Arizona                          | 1976            |
| Anny Cazenave            | Centre National d'Études Spatiales               | 2008            |
| Ralph Cicerone           | University of California, Irvine                 | 1990            |
| Robert N. Clayton        | Universidade de Chicago                          | 1996            |
| Charles Cox              | Universidade da Califórnia em San Diego          | 1996            |
| Francis Dahlen           | Universidade de Princeton                        | 2000            |
| Russ Davis               | Universidade da Califórnia em San Diego          | 1988            |
| Adam Dziewonski          | Universidade Harvard                             | 1995            |
| Kerry Emanuel            | Instituto de Tecnologia de Massachusetts         | 2007            |
| Lennard Fisk             | Universidade de Michigan                         | 2003            |
| Barbara Finlayson-Pitts  | University of California, Irvine                 | 2006            |
| Inez Fung                | Universidade da Califórnia em Berkeley           | 2001            |
| Christopher Garrett      | University of Victoria                           | 2006            |
| Johannes Geiss           | Universidade de Berna                            | 1978            |
| James Freeman Gilbert    | Universidade da Califórnia em San Diego          | 1973            |
| George Gloeckler         | Universidade de Maryland                         | 1997            |
| Peter Goldreich          | Instituto de Tecnologia da Califórnia            | 1972            |
| Richard Goody            | Universidade Harvard                             | 1970            |
| William Gordon           |                                                  | 1968            |
| Donald Gurnett           | Universidade de Iowa                             | 1998            |
| James Hansen             | Goddard Institute for Space Studies              | 1996            |
| Isaac Held               | National Oceanic and Atmospheric Administration  | 2003            |
| R. A. Helliwell          | Universidade Stanford                            | 1967            |
| Don Helmberger           | Instituto de Tecnologia da Califórnia            | 2004            |
| Brian Hoskins            | Universidade de Reading                          | 2002            |
| Donald Hunten            | Universidade do Arizona                          | 1981            |
| David C. Jewitt          | University of Hawaii at Manoa                    | 2005            |
| Jack Jokipii             | Universidade do Arizona                          | 2001            |
| Vladimir Keilis-Borok    | Academia de Ciências da Rússia                   | 1971            |
| Charles Kennel           | Universidade da Califórnia em San Diego          | 1991            |
| Margaret Kivelson        | Universidade da Califórnia em Los Angeles        | 1999            |
| Leon Knopoff             | Universidade da Califórnia em Los Angeles        | 1963            |
| Devendra Lal             | Universidade da Califórnia em San Diego          | 1975            |
| Rosine Lallement         | Centre National de la Recherche Scientifique     | 2003            |
| Xavier Le Pichon         | Collège de France                                | 1995            |
| Judith Lean              | Laboratório de Pesquisa Naval dos Estados Unidos | 2003            |
| Douglas Lilly            | Universidade de Oklahoma                         | 1999            |
| Robert Lin               | Universidade da Califórnia em Berkeley           | 2006            |
| Richard Lindzen          | Instituto de Tecnologia de Massachusetts         | 1977            |
| Michael Longuet-Higgins  | Universidade da Califórnia em San Diego          | 1979            |
| Edward Lorenz            | Instituto de Tecnologia de Massachusetts         | 1975            |
| Willem Malkus            | Instituto de Tecnologia de Massachusetts         | 1972            |
| Syukuro Manabe           | Universidade de Princeton                        | 1990            |
| Frank McDonald           | Universidade de Maryland                         | 1986            |
| Dan Peter McKenzie       | University of Cambridge                          | 1988            |
| James C. McWilliams      | Universidade da Califórnia em Los Angeles        | 2002            |
| H. Jay Melosh            | Universidade do Arizona                          | 2003            |
| Andrei Monin             | Academia de Ciências da Rússia                   | 1976            |
| William Jason Morgan     | Universidade Harvard                             | 1982            |
| Walter Munk              | Universidade da Califórnia em San Diego          | 1956            |
| Norman Ness              | University of Delaware                           | 1983            |
| Peter Olson              | Universidade Johns Hopkins                       | 2007            |
| Joseph Pedlosky          | Instituto Oceanográfico de Woods Hole            | 1985            |
| Gordon Pettengill        | Instituto de Tecnologia de Massachusetts         | 1979            |
| S. George H. Philander   | Universidade de Princeton                        | 2004            |
| Norman Phillips          | National Oceanic and Atmospheric Administration  | 1976            |
| P. Buford Price          | Universidade da Califórnia em Berkeley           | 1975            |
| Veerabhadran Ramanathan  | Universidade da Califórnia em San Diego          | 2002            |
| A. R. Ravishankara       | National Oceanic and Atmospheric Administration  | 2000            |
| Richard Reed             | Universidade de Washington                       | 1978            |
| Peter Rhines             | Universidade de Washington                       | 1981            |
| James Robert Rice        | Universidade Harvard                             | 1981            |
| Barbara Romanowicz       | Universidade da Califórnia em Berkeley           | 2005            |
| Roald Sagdeev            | Universidade de Maryland                         | 1987            |
| Gerald Schubert          | Universidade da Califórnia em Los Angeles        | 2002            |
| John Sclater             | Universidade da Califórnia em San Diego          | 1989            |
| Sean Solomon             | Carnegie Institution of Washington               | 2000            |
| Susan Solomon            | National Oceanic and Atmospheric Administration  | 1992            |
| Steven M. Stanley        | University of Hawaii at Manoa                    | 1994            |
| Melvin Stern             | Universidade do Estado da Flórida                | 1998            |
| David J. Stevenson       | Instituto de Tecnologia da Califórnia            | 2004            |
| Ed Stone                 | Instituto de Tecnologia da Califórnia            | 1984            |
| Mark Thiemens            | Universidade da Califórnia em San Diego          | 2006            |
| Margaret Tolbert         | Universidade do Colorado em Boulder              | 2004            |
| Donald Turcotte          | University of California, Davis                  | 1986            |
| Karl Turekian            | Universidade Yale                                | 1984            |
| Seiya Uyeda              | Tokai University                                 | 1976            |
| James Van Allen          | Universidade de Iowa                             | 1959            |
| George Veronis           | Universidade Yale                                | 1994            |
| John Michael Wallace     | Universidade de Washington                       | 1997            |
| Gerald Joseph Wasserburg | Instituto de Tecnologia da Califórnia            | 1971            |
| George Wetherill         | Carnegie Institution of Washington               | 1974            |
| Jack Wisdom              | Instituto de Tecnologia de Massachusetts         | 2008            |
| John Wood                | Harvard-Smithsonian Center for Astrophysics      | 1991            |
| Ronald Woodman           | Instituto Geofisico del Peru                     | 2007            |
| Carl Wunsch              | Instituto de Tecnologia de Massachusetts         | 1978            |
| William R. Young         | Scripps Institution of Oceanography              | 2012            |
| Maria Zuber              | Instituto de Tecnologia de Massachusetts         | 2004            |